# گرگ جونز (تنیس‌باز)
 گرگ جونز (انگلیسی: Greg Jones؛ زاده ۳۱ ژانویهٔ ۱۹۸۹) یک تنیس‌باز اهل استرالیا است.